# انتخابات سنای مصر (۲۰۲۰)
انتخابات سنای مصر (به انگلیسی: 2020 Egyptian Senate election)
برنامه‌ریزی شده بود تا برغم آرای پراکنده در ۱۱ و ۱۲ اوت ۲۰۲۰ برگزار شود. اما از آنجا که این مرحله دور دوم انتخابات به‌شمار می‌رود و نتایج آن به دلیل پراکندگی با مشکل روبرو است. زمان نظر سنجی به ۸ و ۹ سپتامبر تغییر کرد و نتیجه آزمون نظرسنجی در تاریخ ۱۶ سپتامبر اعلام خواهد شد.

## تاریخچه
براساس متمم ۲۳۰ انتخابات قانون اساسی مصر در ۲۰۱۲، انتخابات مجلس سنای مصر حداکثر یک سال پس از حضور نمایندگان جدید پارلمان مصر برگزار می‌شود. انتخابات مجلس سنا به دلیل اینکه در ۲۰۱۴، شورای قانون اساسی لغو شد، برگزار نگردید.
با این حال، پس از رفراندوم قانون اساسی مصر در ۲۰۱۹، و افزوده شدن اصلاحات بیشتر باعث شد تا مجلس شورا (که در سال ۲۰۱۴ منحل شده بود) به صورت یک مجلس دوقلو که مجلس سنا را نیز شامل می‌شد احیا شود، این مجلس حداقل شامل ۱۲۰عضو منتخب و ۵۰ عضو که توسط رئیس‌جمهور منصوب می‌شدند شکل گرفت. اما بعداً تعداد ۳۰۰ سناتور تعیین شدند که شامل یک سوم منصوب شده و یک سوم هم به‌طور مستقیم در یک نظام دومرحله‌ای در حوزه‌های انتخابیه از صندوق آرا انتخاب می‌شدند. احزاب نیز در حوزه‌های انتخابیه از طریق سیستم فهرست احزاب بسته در انتخابات شرکت می‌کنند.

## مدیریت
حزب آینده ملت که طرفدار دولت است متهم شده‌است به خرید رای در چندین حوزه انتخابیه.

## نتایج

### مرحله اول
عطف به تحریم مخالفین، سردرگمی در مورد نقش مجلس سنا و بی‌تفاوتی مردم همراه با همه‌گیری کووید-۱۹، در انتخابات مرحله اول مجلس ۱۴/۲۳ درصد مردم شرکت کردند. با وجود اینکه بیش از ۶۲ میلیون ثبت نام کردند، تنها ۷/۵۷ میلیون رأی داده شده‌است و تقریباً ۱/۳۸ میلیون از آرای داده شده باطل اعلام شد. در مرحله اول انتخابات، ۷۴ کرسی از۱۰۰ کرسی حوزه انتخابیه اشغال شد، در حالی که ۲۶ کرسی باقیمانده در مرحله دوم انتخابات در ماه سپتامبر بین دو کاندیدای برتر حوزه‌های انتخابیه تعیین خواهد شد. از میان ۷۴ کرسی تعیین شده در مرحله اول انتخابات، ۶۸ کرسی متعلق به حزب آینده ملت بود که ارتباطات بسیار نزدیکی با اعضای دولت رئیس‌جمهور عبدالفتاح السیسی دارد. حزب جمهوری‌خواه خلق نیز حزب دیگر طرفدار دولت است که پنج کرسی را به دست آورد و یک کرسی نیز به کاندیدای مستقل رسید.